# Бюиссон, Франсуа Альбер
Франсуа́ Альбе́р Бюиссо́н (фр. François Albert-Buisson; 3 мая 1881, Исуар, Овернь, Франция — 21 мая 1961, Экс-ан-Прованс, Прованс — Альпы — Лазурный Берег, Франция) — французский юрист, экономист, политик, историк. Доктор наук. Член Французской академии (1955—1961). Канцлер и секретарь Центральной административной комиссии Института Франции (1953—1961).

## Биография
Сын изготовителя обуви. Изучал фармацевтику. Получил докторскую степень. Позже учился юриспруденции, стал доктором юридических наук.
Основал фармацевтическую лабораторию Théraplix.
В 1913 году был избран судьёй Коммерческого суда (фр. Tribunal de commerce) в Париже, с 1930 по 1934 год — президент этого суда.
Избирался мэром своего родного города Исуар (с 1925 до 1941).
Менеджер и директор нескольких промышленных и банковских компаний, в том числе президент Французского национального банка внешней торговли (BNFCE), президент-учредитель Национального банка торговли и промышленности (BNCI), президент Совет группы химических и фармацевтических предприятий (1935—1959) и др. Бюиссон — автор множества работ по бизнес-праву, а также исторических монографий, посвящённых канцлеру Мишелю де л’Опиталю и кардиналу де Рецу.
В 1936 году избран членом Академии моральных и политических наук, постоянным секретарём которого был в 1951—1956 году.
3 марта 1955 года Альбер Бюиссон стал преемником члена Французской академии Эмиля Маля и занимал кресло № 2 до своей смерти.
В 1961 году награждён Большим Крестом ордена Почётного легиона. Великий офицер бельгийского Орден Леопольда I. Рыцарь Ордена Святого Гроба Господнего Иерусалимского.
Сенатор Третьей французской республики (1940—1944).
Похоронен на кладбище Пасси в Париже.

## Избранные труды
в области коммерческого права и политической экономии
- Le Problème des poudres, au point de vue technique, économique et national (1913)
- Le Chèque et sa fonction économique (1923)
- Les Crises économiques (1926)
- De la validité des clauses tendant à parer, dans les contrats, aux inconvénients de l’instabilité monétaire (1926)
- Le Nouveau Régime de l’administration municipale (1926)
- De la nature juridique des groupements d’obligataires et de la validité de leurs actes (1927)
- La transmission des " billets " de fonds et le privilège du vendeur (1928)
- Les Groupements d’obligataires. Étude juridique, économique et législative (1930)
- La Morale et les Affaires (1931)
- Le Statut de la faillite (1932)
- La Déviation du droit en période de crise économique (1932)
- Dynamisme économique et stabilité des lois (1933)
- La Sécurité juridique, condition de la prospérité économique (1934)
- Le Statut légal des fonds de commerce (1934)

в области истории
- Le Chancelier Antoine Duprat (1935)
- Michel de l’Hospital (1950)
- Le Cardinal de Retz (1955)
- Les Quarante au temps des lumières (1956)